# Joseph Huegel
Josef August Huegel (* 19. Oktober 1876 in Neckarelz; † 10. Januar 1947 in Graz) war Oberbürgermeister von Weinheim.

## Leben
Huegel wurde als Sohn des Tiefbauunternehmers August Huegel und dessen Ehefrau Philippine, geb. Saum geboren. Er besuchte die Schule in Mainz, Aschaffenburg und Bad Cannstatt und studierte zunächst Bauingenieurwesen an der Technischen Hochschule Stuttgart. Aus gesundheitlichen Gründen gab er dieses Studium jedoch auf und studierte Rechtswissenschaften an den Universitäten Freiburg, Kiel und Heidelberg. In Freiburg wurde er Mitglied des Corps Suevia. Das Corps Bavaria Stuttgart verlieh ihm später das Band.
1903 legte er das erste, 1907 das zweite juristische Staatsexamen ab. 1908 ließ er sich zunächst als Rechtsanwalt in Freiburg nieder. Später schlug er die Kommunalverwaltungslaufbahn ein. Er war 1912/13 Rechtsrat in Offenburg, von 1913 bis 1917 Erster Bürgermeister daselbst und ab 1917 Bürgermeister in Ettlingen. Auf Zuraten des Industriellen Richard Freudenberg bewarb er sich 1920 mit Erfolg auf die vakante Stelle als Bürgermeister der Stadt Weinheim. 1922 wurde er Oberbürgermeister. Seine Amtszeit war durch den Wohnungsbau und die Ausweisung mehrerer Neubaugebiete geprägt. Zwischen 1929 und 1934 ließ er die Wachenbergstraße zur Wachenburg anlegen. Durch Verhandlungen mit dem Grafen von Berckheim gelang es ihm, einen Teil des Weinheimer Schlosses für die Unterbringung der Stadtverwaltung anzumieten und schließlich den Kauf der gesamten Anlage vorzubereiten, der unter seinem Nachfolger Reinhold Bezler vollzogen wurde.
Wegen einer Lungenerkrankung trat Huegel 1938 in den Ruhestand, den er zunächst in Wiesbaden, dann in Graz verbrachte. Er starb 1947 in Graz. Seine sterblichen Überreste wurden 1954 nach Weinheim überführt und in dem Familiengrab auf dem dortigen Hauptfriedhof beigesetzt. Der Grabstein war von dem Bildhauer Georg Schreyögg ursprünglich für das elterliche Grab in Freiburg geschaffen worden.

## Ehrungen
Die Stadt Weinheim benannte eine Straße nach Huegel.

## Familie
Joseph Huegel war zweimal verheiratet, seit 1908 in erster Ehe mit Else Kempf († 1919) aus Offenburg, 1931 in zweiter Ehe mit Natalie Reul, verw. Lipgens. Er hatte aus der ersten Ehe zwei Söhne, darunter den Juristen Klaus Huegel.